# Galveston
Galveston (pronunciado en inglés /ˈɡælvɨstən/) es una ciudad del condado de Galveston en el estado estadounidense de Texas, ubicada al noroeste del golfo de México. Debe su nombre a su fundador, Bernardo de Gálvez y Madrid, gobernador español de Luisiana y participante activo en la guerra de independencia de Estados Unidos con el bando continental de George Washington. En el Censo de 2010, su población era de 47 743 habs. con una densidad de 88 personas por km².

## Historia

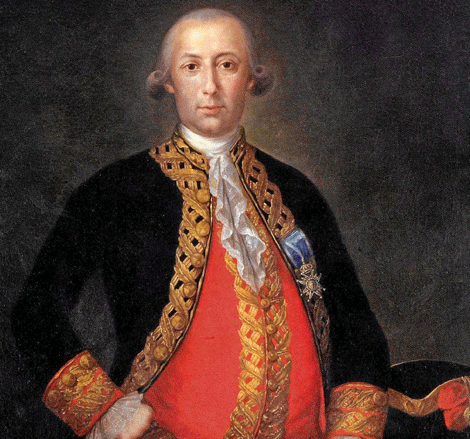
Bernardo de Gálvez.

Probablemente la isla fue descubierta por el conquistador español Juan de Grijalva, en 1518. En 1686, exploradores franceses la bautizaron con el nombre de San Luis, en honor a Luis XIV, rey de Francia en ese momento, pero la zona permaneció deshabitada durante los años siguientes, a excepción de un pueblo amerindio. 
En la década de 1780, las tropas del gobernador español de la Luisiana, Bernardo de Gálvez, más tarde virrey de Nueva España, la ocuparon temporalmente y rebautizaron con el nombre actual, después de protagonizar el ataque a los fortines británicos, facilitando la independencia de Estados Unidos de Inglaterra, al grito de "yo solo", apodo heroico por el que, aún en nuestros días, es recordado y es considerado padre fundador de Estados Unidos, motivo que le hace tener su retrato en el Capitolio de dicho país. 
La ciudad moderna se ha levantado a partir de un asentamiento que estableció, en 1816 Louis-Michel Aury, que apoyaba a los insurgentes mexicanos. Aquí residió, durante un breve período, Francisco Xavier Mina (el Mozo), uno de los héroes de la Independencia de México.  Al año siguiente, el pirata Jean Lafitte ocupó el asentamiento, hasta que el 7 de mayo de 1821 fue expulsado por los Estados Unidos. En 1825 el congreso mexicano estableció el puerto de Galveston erigiendo una aduana en 1830. Durante la Independencia de Texas sirvió temporalmente como capital provisional de la República en abril de 1836.
Durante la guerra civil estadounidense se convirtió en un puerto de abastecimiento de la Confederación Sudista y cambió de manos varias veces, hasta su toma definitiva por las tropas de la Unión el 19 de junio de 1865. Después de la guerra el puerto subió a la cima del comercio mundial del algodón. Era uno de los puertos más importantes en el Golfo y en los Estados Unidos.
Después del huracán de 1900, que se cobró unas 8000 vidas y destruyó gran parte de la ciudad, se levantó un dique marítimo de 16 km de longitud y 5 m de altura. Sin embargo la ciudad nunca volvió a ser tan importante como antes; el puerto perdió su posición frente al de Houston.
La ciudad se convirtió en un centro turístico. Durante los Felices Años Veinte y la época de la ley seca, la familia criminal Maceo creó un imperio de casinos de juegos y prostitución, además de las formas legales de entretenimiento. Los ciudadanos llamaron a su isla el Estado libre de Galveston. La época libre terminó en los años cincuenta, cuando la policía finalmente cerró los casinos.
La ciudad se ha adaptado a nuevos tipos de turismo, conservando sus edificios viejos y creando distritos históricos y nuevas atracciones turísticas. Pero nunca ha recuperado la prosperidad y la posición económica que tenía.
Otros huracanes, que azotaron la zona en 1961, 1983 y 2008, volvieron a causar importantes daños a la localidad. La población era de 56 940 habitantes en 2007.

## Geografía

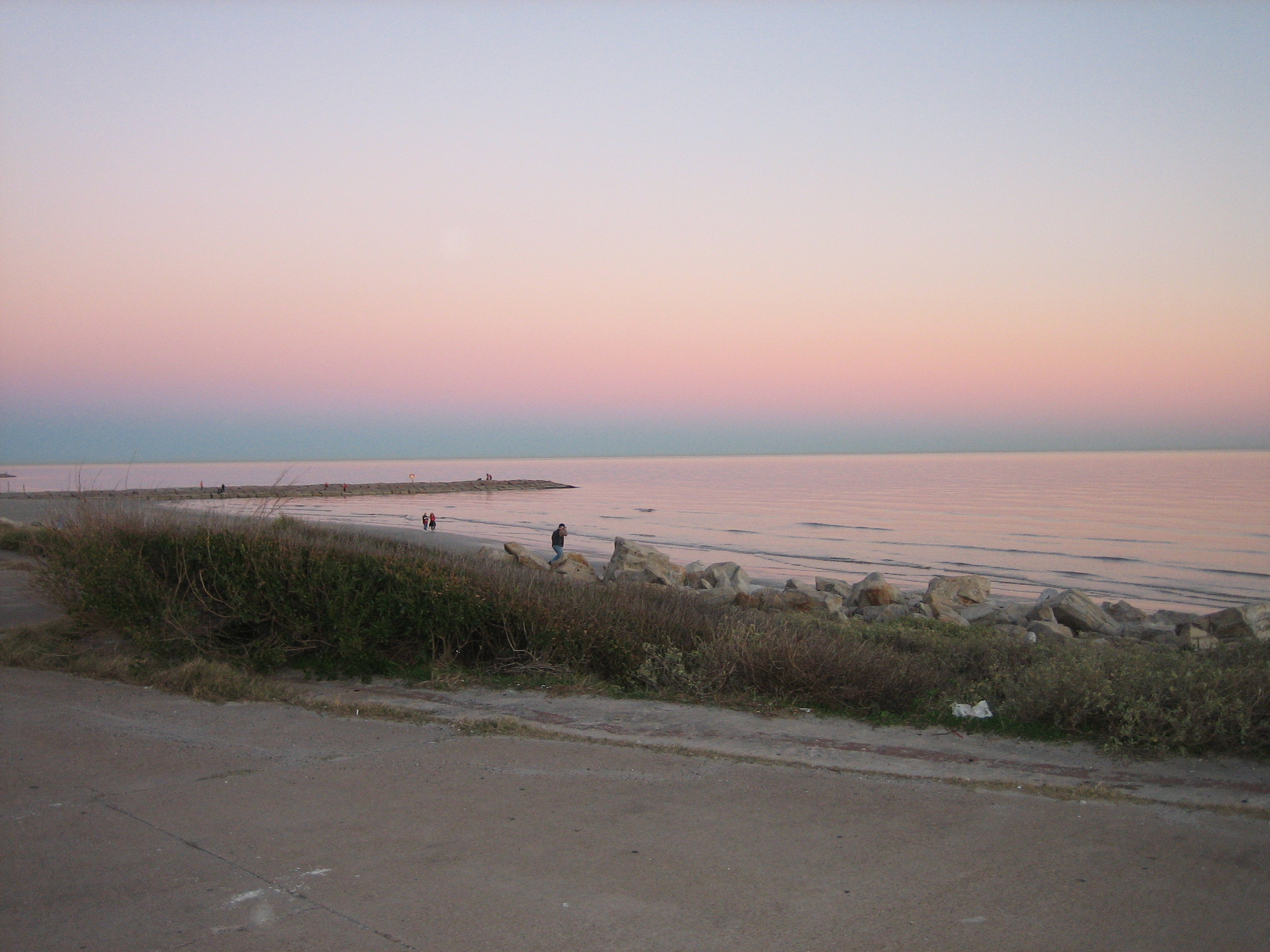
La playa de Galveston.

Galveston se encuentra ubicada en las coordenadas 29°11′00″N 94°58′11″O / 29.18333, -94.96972. Según la Oficina del Censo de los Estados Unidos, Galveston tiene una superficie total de 542,2 km², de la cual 106,76 km² corresponden a tierra firme y 435,44 km² (80,31 %) es agua.
Esta ciudad estadounidense está situada en el sureste del estado de Texas, en el extremo oriental de un cordón litoral que se extiende frente a la costa de Texas y separa la bahía de Galveston y la bahía Occidental del golfo de México. Está unida con tierra firme por carreteras elevadas y un puente. A 82 km al noroeste se localiza otra importante ciudad texana, Houston, con la que está muy bien comunicada. 
Galveston cuenta con astilleros y un importante puerto de aguas profundas, donde se embarca la producción de algodón, azufre, grano y petróleo. La industria se apoya en los sectores químico, petrolero (refino), alimentario y textil. La ciudad también es un núcleo comercial de productos pesqueros y un centro educativo, donde destaca su facultad de Medicina, dependiente de la Universidad de Texas, y el Instituto Moody de Ciencias Marinas y Recursos Marítimos, de la Universidad Texas A&M así como uno de los hospitales más importantes del mundo en quemaduras, los Hospitales infantiles Shriners donde se atienden los casos más complejos del mundo. 
Galveston atrae a numerosos turistas y veraneantes, gracias a sus edificios victorianos y extensas playas, así como al Parque estatal Isla de Galveston y a un yacimiento arqueológico que constituyen otros de los puntos de interés cercanos a la localidad.

## Demografía
Según el censo de 2010, había 47 743 personas residiendo en Galveston. La densidad de población era de 88,05 hab./km². De los 47 743 habitantes, Galveston estaba compuesto por el 62,49 % blancos, el 19,15 % eran afroamericanos, el 0,86 % eran amerindios, el 3,17 % eran asiáticos, el 0,05 % eran isleños del Pacífico, el 10,96 % eran de otras razas y el 3,32 % pertenecían a dos o más razas. Del total de la población, el 31,26 % eran hispanos o latinos de cualquier raza.

## Educación

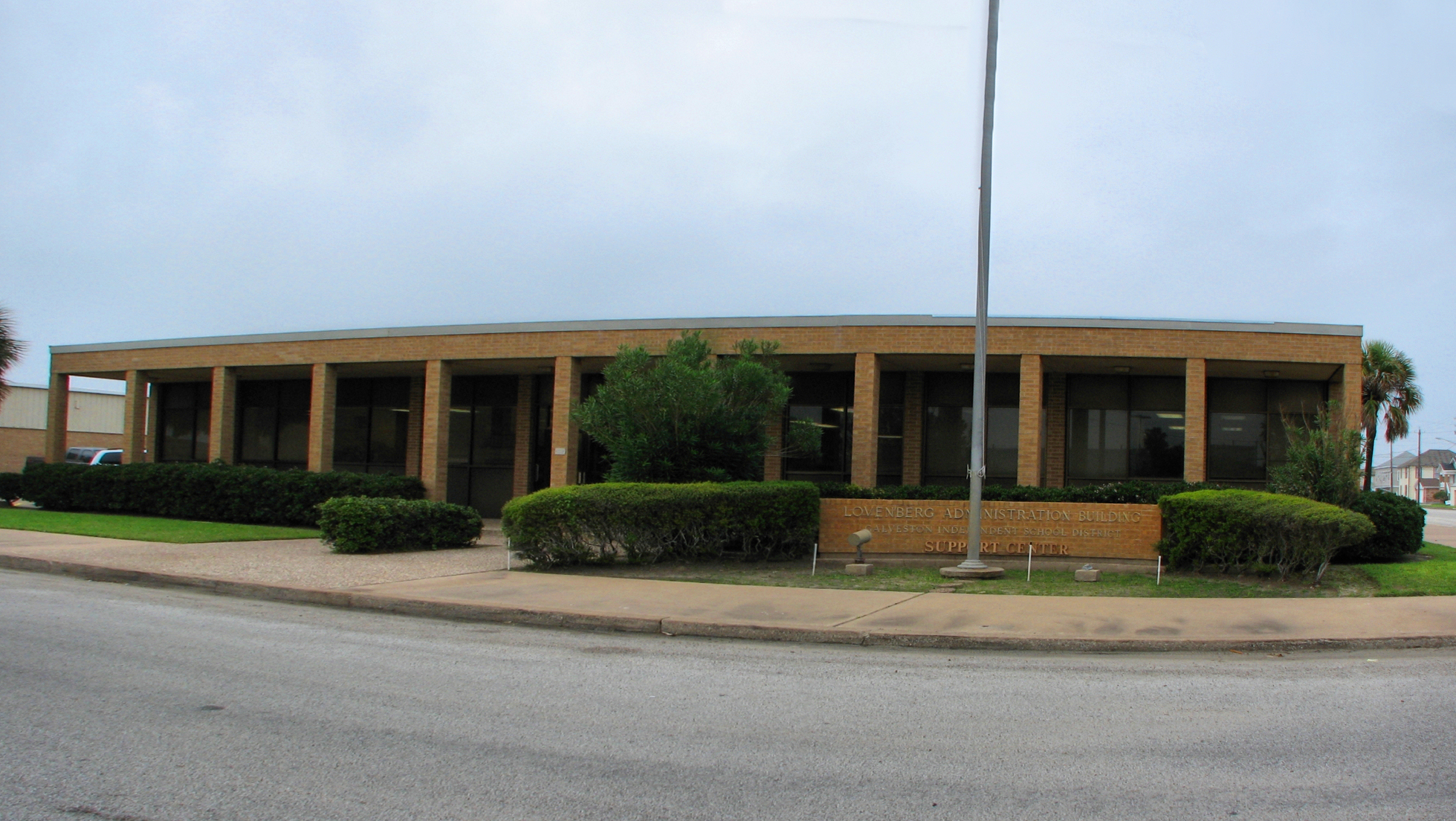
La sede del Distrito Escolar Independiente de Galveston

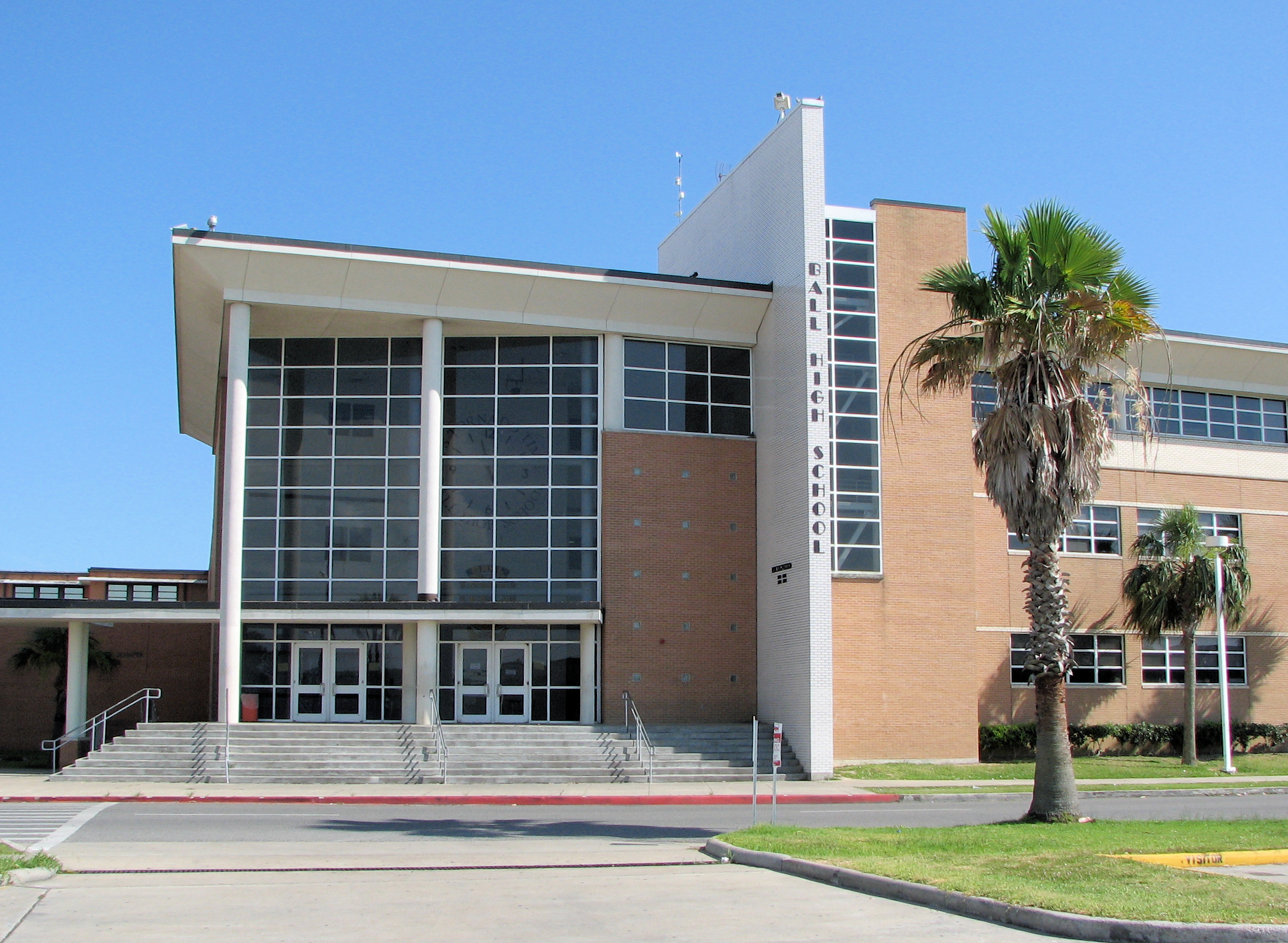
Escuela Preparatoria Ball

El Distrito Escolar Independiente de Galveston gestiona escuelas públicas en Galveston, incluyendo la Escuela Preparatoria Ball.

## Nativos famosos
- Jack Johnson (1878-1946), boxeador.
- King Vidor (1894-1982), director de cine.
- Barry White (1944-2003), cantante y autor de música disco, R&B y soul.
- Sheldon Cooper (personaje de la serie televisiva The Big Bang Theory).

## Ciudades hermanadas
- Macharaviaya (España)
- Stavanger (Noruega)
- Veracruz (México)
- Niigata, Japón
- Armavir, Armenia
- Thiruvananthapuram, India